# هيرمان ايرفينغ شليزنجر
هيرمان إيرفينغ شليزنجر (11 أكتوبر 1882 - 3 أكتوبر 1960) هو عالم كيمياء لا عضوية أمريكي، كان يعمل في كيمياء البورون. اكتشف هو وهربرت سي براون بوروهيدريد الصوديوم في عام 1940 وشارك كلاهما في التطوير الإضافي لكيمياء البوروهيدريد. دَرَسَ الكيمياء في جامعة شيكاغو من عام 1900 حتى عام 1905، وحصل على درجة الدكتوراه، ثم عمل مع فالتر نيرنست في جامعة برلين؛ ومع يوهانس تيله في جامعة ستراسبورغ؛ ومع جون جاكوب أبيل في جامعة جونز هوبكنز.
من عام 1907 إلى عام 1960، عمل في مجال التدريس في قسم الكيمياء بجامعة شيكاغو، وترقى إلى أستاذ في عام 1922. أدار القسم من عام 1922 إلى عام 1946، وتقاعد عام 1949. كُرم بعضويته في الأكاديمية الوطنية للعلوم وحصل على وسام بريستلي، وهو أعلى وسام تمنحه الجمعية الكيميائية الأمريكية.